# هوگو الوارز (بازیکن فوتبال، زاده ۱۹۸۵)
هوگو الوارز (انگلیسی: Hugo Álvarez؛ زادهٔ ۲۱ ژوئن ۱۹۸۵) بازیکن فوتبال اهل اسپانیا است.
از باشگاه‌هایی که در آن بازی کرده‌است می‌توان به باشگاه فوتبال رایو وایکانو، باشگاه فوتبال زامورا، باشگاه فوتبال رئال مورسیا، باشگاه فوتبال آلکورکون، باشگاه فوتبال الچه، باشگاه فوتبال لگانس، باشگاه فوتبال سلتاویگو، و باشگاه ورزشی تنریف اشاره کرد.